# Jeremejewit
Jeremejewit ist ein selten vorkommendes Mineral aus der Mineralklasse der „Borate“ (ehemals „Carbonate, Nitrate und Borate“, siehe Klassifikation) mit der chemischen Zusammensetzung Al6[(F,OH)3|(BO3)5] und damit chemisch gesehen ein Aluminium-Borat mit zusätzlichen Fluor- oder Hydroxidionen.
Jeremejewit kristallisiert im hexagonalen Kristallsystem und entwickelt meist nadelige bis prismatische Kristalle mit hexagonalem Habitus mit einem glasähnlichen Glanz auf den Oberflächen. In reiner Form ist Jeremejewit farblos und durchsichtig. Durch vielfache Lichtbrechung aufgrund von Gitterfehlern oder polykristalliner Ausbildung kann er aber auch durchscheinend weiß sein und durch Fremdbeimengungen eine hellgelblichbraune oder hell- bis dunkelblaue Farbe annehmen.

## Etymologie und Geschichte
Erste farblose Kristalle wurden im Pegmatit des Soktuj Gora im Adun-Cholon-Gebirge bei Nertschinsk in der russischen Region Transbaikalien gefunden und 1883 von dem französischen Mineralogen Augustin Alexis Damour beschrieben, der das Mineral zu Ehren des russischen Mineralogen, Kristallographen und Ingenieurs Pawel Wladimirowitsch Jeremejew (1830–1899) nach diesem benannte.
Das Typmaterial des Minerals wird im Bergbauinstitut von Sankt Petersburg in Russland unter der Katalog-Nr. 412/1 aufbewahrt.
Da Jeremejewit bereits lange vor der Gründung der International Mineralogical Association (IMA) bekannt und als eigenständige Mineralart anerkannt war, wurde dies von ihrer Commission on New Minerals, Nomenclature and Classification (CNMNC) übernommen und bezeichnet Jeremejewit als sogenanntes grandfathered Mineral.

## Klassifikation
In der veralteten 8. Auflage der Mineralsystematik nach Strunz gehörte der Jeremejewit zur gemeinsamen Mineralklasse der „Carbonate, Nitrate und Borate“ und dort zur Abteilung der „Inselborate (Nesoborate)“, wo er als einziges Mitglied die unbenannte Untergruppe Vc/A.01a innerhalb der „Jeremejewit-Kotoit-Gruppe“ (Vc/A.01) bildete.
Im Lapis-Mineralienverzeichnis nach Stefan Weiß, das sich aus Rücksicht auf private Sammler und institutionelle Sammlungen noch nach dieser alten Form der Systematik von Karl Hugo Strunz richtet, erhielt das Mineral die System- und Mineral-Nr. V/G.05-30. In der „Lapis-Systematik“ entspricht dies ebenfalls der Abteilung „Inselborate“, wo Jeremejewit zusammen mit Chubarovit, Fluoborit, Hydroxylborit, Jacquesdietrichit, Karlit, Mengxianminit und Painit eine eigenständige, aber unbenannte Gruppe bildet (Stand 2018).
Die seit 2001 gültige und von der IMA bis 2009 aktualisierte 9. Auflage der Strunz'schen Mineralsystematik ordnet den Jeremejewit in die neu definierte Klasse der „Borate“ und dort in die Abteilung der „Monoborate“ ein. Diese Abteilung ist weiter unterteilt nach dem Aufbau des Boratkomplexes und der möglichen Anwesenheit weitere Anionen, so dass das Mineral entsprechend seiner Zusammensetzung in der Unterabteilung „BO3 mit zusätzlichen Anionen; 1(Δ) + OH usw.“ zu finden ist, wo es als einziges Mitglied die unbenannte Gruppe 6.AB.15 bildet.
Die Systematik der Minerale nach Dana ordnet den Jeremejewit wie die alte Strunz'sche Systematik in die Klasse der „Carbonate, Nitrate und Borate“, dort allerdings in die Abteilung der „Wasserfreien Borate mit Hydroxyl oder Halogen“. Hier ist er einziges Mitglied der unbenannten Gruppe 25.08.01 innerhalb der Unterabteilung „Wasserfreie Borate mit Hydroxyl oder Halogen“ zu finden.

## Kristallstruktur
Jeremejewit kristallisiert hexagonal in der Raumgruppe P63/m (Raumgruppen-Nr. 176) mit den Gitterparametern a = 8,56 Å und c = 8,18 Å sowie 2 Formeleinheiten pro Elementarzelle.

## Eigenschaften

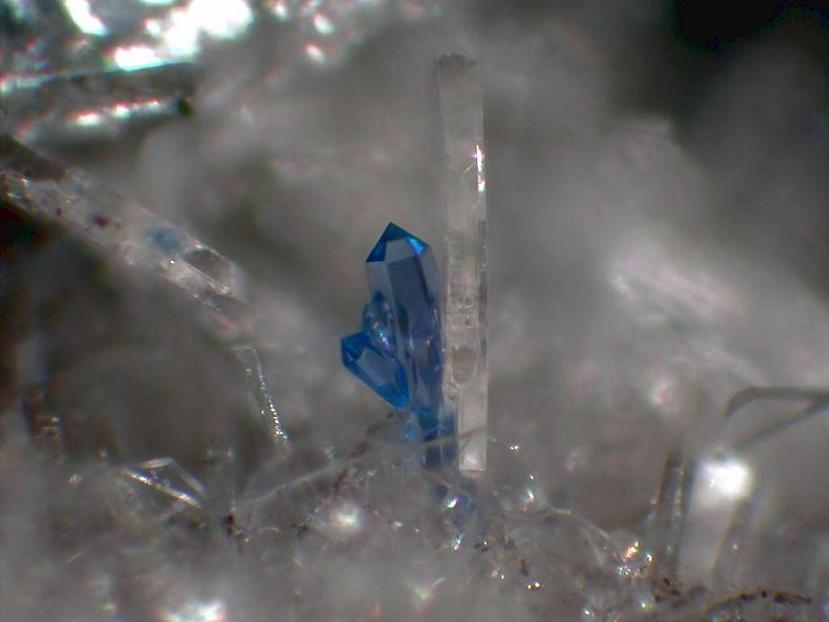
Blauer Jeremejewit in seltener, klarer Kristallform

### Morphologie
Die meisten der intensiv blauen Jeremejewite haben keine exakten Kanten und Kristallflächen.
Jeremejewit-Kristalle können bis zu ca. 6 cm lang und ca. 5 mm dick sein, aber auch eine nadelartige Ausbildung mit Durchmessern von ca. 1 mm aufweisen. Viele Kristalle werden zum oberen Ende hin etwas schmaler.
Größere Kristalle, die noch auf der Matrix sitzen, sind selten. Der Grund hierfür ist noch unbekannt.

### Physikalische Eigenschaften
Jeremejewit hat piezoelektrische Eigenschaften, das heißt durch wechselnde elastische Verformung baut sich wie auch beim bekannten Quarz im Kristall eine elektrische Spannung auf.

## Bildung und Fundorte
Jeremejewit bildet sich durch hydrothermale Vorgänge in granitischen Pegmatiten. Begleitminerale sind unter anderem Albit, Turmaline, Quarz und Gips.
Als seltene Mineralbildung konnte Jeremejewit nur an wenigen Orten nachgewiesen werden, wobei bisher 16 Fundorte dokumentiert sind. Seine Typlokalität Soktuj Gora ist dabei der bisher einzige bekannte Fundort in Russland.
In Deutschland wurde das Mineral bisher nur in Rheinland-Pfalz, genauer im Tagebau „Kahlenberg“ (Auf'm Kopp) bei Oberstadtfeld, am Emmelberg bei Üdersdorf und am Niveligsberg bei Drees in der Vulkaneifel; im Steinbruch Herchenberg bei Burgbrohl im Landkreis Ahrweiler sowie am Nickenicher Sattel bei Eich (Andernach), am Rothenberg bei Bell und an den Wannenköpfen bei Ochtendung im Landkreis Mayen-Koblenz gefunden.
Weitere bekannte Fundorte sind die „Pantahole Mine“ bei Momeik in der burmesischen Mandalay-Division, Madagaskar, mehrere Orte in der namibischen Region Erongo sowie das Rangkul-Pegmatitfeld und das Vez-Dara-Tal nahe Chorugh (Khorog) in der Provinz Berg-Badachschan von Tadschikistan (Stand 2020).

## Verwendung als Schmuckstein
Jeremejewit-Kristalle können farblos, hellgelblichbraun oder hell- bis dunkelblau sein. Bekannt sind auch grünliche und violette Steine. Die seltenste und wertvollste Farbe ist ein sattes Kornblumenblau. Hell- oder mittelblaue Kristalle sind ebenfalls sehr gesucht. Einige farblose oder hellblaue Kristalle gehen im unteren Bereich allmählich in ein tieferes Blau über.
Wie bei anderen Schmucksteinen hängt der Wert eines Jeremejewiten vor allem von der Reinheit, der Farbe und dem Gewicht ab: Die wertvollsten Steine sollten augenrein bzw. lupenrein sein, eine intensiv kornblumenblaue Farbe haben und groß (> 1 Karat) sein. Jeremejewite sind üblicherweise im Baguette- oder Smaragdschliff facettiert, werden aber auch oval facettiert angeboten. 

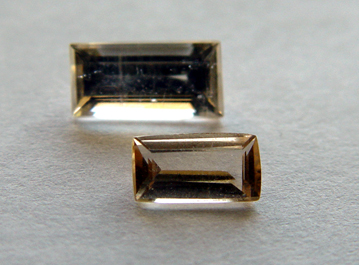
schwach gelblichbräunliche Jeremejewite, 1,97 ct und 0,84 ct, aus Mogok, Myanmar
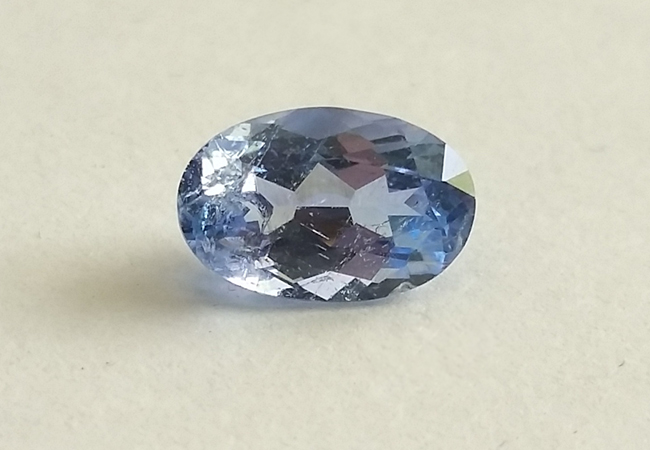
Blauer Jeremejewit, 0,80 ct, aus Namibia
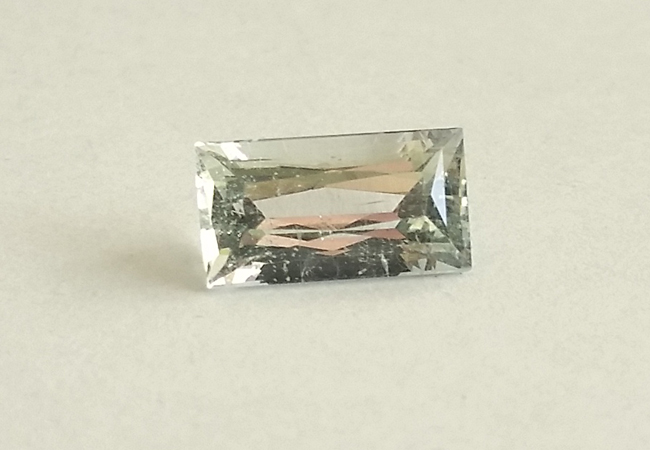
Schwach grünlicher Jeremejewit, 0,93 ct, aus Namibia